# Морис, Джузеппе Джачинто
Джузеппе Джачинто Морис (итал. Giuseppe Giacinto Moris; 1796—1869) — итальянский ботаник и политический деятель.

## Биография
Джузеппе Джачинто Морис родился в коммуне Орбассано 25 апреля 1796 года. Учился у профессора Дж. Б. Бальбиса в Туринском университете, в 1815 году окончил его со степенью по медицине. С 1822 года Морис преподавал в качестве профессора медицины в Университете Кальяри. В 1829 году он вернулся в Туринский университет, где работал профессором ботаники. В 1831 году Джузеппе Джачинто был назначен директором Туринского ботанического сада. С 1836 по 1838 Морис был вице-президентом Туринской академии сельского хозяйства. Также он был членом нескольких других итальянских и зарубежных научных обществ, в том числе Ботанического общества Франции. С 1848 года Морис представлял Королевство Сардинию в итальянском Сенате. Джузеппе Джачинто Морис скончался в Турине 18 апреля 1869 года.

## Некоторые научные работы
- Moris, G.G. (1827—1829). Stirpium sardoarum elenchus. 3 fasc.
- Moris, G.G. (1837). Flora sardoa. 3 vols.
- Moris, G.G., Notaris, G. de (1839). Florula caprariae. 244 p.

## Роды, названные в честь Дж. Дж. Мориса
- Morisia J.Gay, 1832
- Morisia Nees, 1834, nom. illeg. [syn.  Rhynchospora Vahl, 1805, nom. cons.]